# Margattea longealata
Margattea longealata es una especie de cucaracha del género Margattea, familia Ectobiidae. Fue descrita científicamente por Brunner von Wattenwyl en 1898.
Habita en Indonesia.